# アダウベルト・デス
アダウベルト・デス（ルーマニア語: Adalbert Deșu，ハンガリー語: Béla Dezső（出生名）, ハンガリー語発音: [ˈbeːlɒ ˈdɛʒøː]、1909年8月14日 - 1937年6月6日）は、オーストリア＝ハンガリー帝国のティミショアラ出身のサッカー選手。ルーマニア代表草創期の名選手であり、FIFAワールドカップ史上、最初に最短時間得点を樹立した選手としても知られる。

## 経歴
1909年8月14日にオーストリア＝ハンガリー帝国のティミショアラ・ガタイアで生まれた。サッカー選手としてのキャリアは地元でスタートした。
1928年にリーガ1のUDレシツァに入団。翌1929年秋にはルーマニア代表にも招集され、9月15日のブルガリア戦との親善試合（ソフィアで開催）で初出場ながら決勝ゴール（3-2で勝利）を挙げ、一躍有名になった。1930年のFIFAワールドカップ第1回大会のメンバーにも選出され、グループリーグ3・初戦のペルー戦（エスタディオ・ポシトス〈モンテビデオ〉）で開始僅か50秒、先制ゴールを挙げた。これはW杯におけるルーマニア代表史上初のゴールでもあり、同時にワールドカップ史上、最初の最短時間得点記録でもあった。しかし、UDレシツァのオーナーだったヴォルフガング・オースシュニット（Wolfgang Auschnit）がワールドカップ期間中の給料を支払う事を拒否したため、怒ったデスはワールドカップ終了後、UDレシツァを退団した。直後にリーガ2所属だった地元チーム・バナト・ティミショアラと契約したが、肺炎を患い、1933年に24歳で引退を余儀なくされた。
その後、療養に努めたが、肺炎が完治する事はなく、1937年6月6日に28歳で死去した。

## 所属クラブ
- 1928-1930  UDレシツァ
- 1930-1933  バナト・ティミショアラ